# Protornis
Protornis is een geslacht van uitgestorven motmots die tijdens het Vroeg-Oligoceen in Europa leefde. De typesoort is Protornis glarniensis.

## Fossiele vondsten
Protornis is bekend van fossiele vondsten in Zwitserland die dateren uit het Vroeg-Oligoceen met een ouderdom van 33 miljoen jaar. De soort geldt als de oudst bekende motmot. 

## Kenmerken
Protornis was iets kleiner dan de hedendaagse kleine motmot en het had een relatief brede, platte snavel. De anatomie van de kaak en de enkel komt overeen met die van huidige motmots.

## Verwantschap
Motmots komen tegenwoordig alleen nog voor in Midden- en Zuid-Amerika. Het voorkomen van Protornis in Europa laat zien dat deze vogelgroep eerder een groter verspreidingsgebied had. De oudst bekende Amerikaanse motmot is een naamloze vorm uit het Mioceen (8 miljoen jaar geleden) van Florida.